# Higher Power
Higher Power är en låt framförd av Anna Bergendahl i Melodifestivalen 2022. Låten som deltog i den fjärde deltävlingen, gick vidare till semifinal (som tidigare hette andra chansen), och gick sedan till stora finalen.
Låten är skriven av artisten själv, Bobby Ljunggren, Erik  Bernholm och  Thomas G:son.